# Babington (Adelsgeschlecht)

Wappen von Babington: In Silber zehn (4:3:2:1) rote Kugeln, überhöht von einem dreilätzigen blauen Turnierkragen im Schildhaupt

Babington (manchmal Babbington) ist eine englische und anglo-irische Adelsfamilie, die von Sir John de Babington, dem Herrn des Herrenhauses von Babington (heute Bavington in Northumberland), der im Jahre 1178 lebte, abstammte. Die Familie war in erster Linie Grundbesitzer in Derbyshire (Dethick-Erbschaft), Northumberland, Leicestershire, County Cork, County Donegal und County Londonderry. Familiensitze waren Rothley Court, Dethick Manor, Creevagh House, Roe Park House, Chilwell Hall, Curborough Hall und Packington Hall. Die Familienmitglieder besetzten regelmäßig Ämter wie das des High Sheriff, des Lord Lieutenant oder waren Mitglied des Parlaments.

## Geschichte
Sir John de Babington, Herr von Babington, wurde 1178 in der Grafschaft von Northumberland urkundlich erwähnt. Die Familie war dort seit der normannischen Eroberung von 1066 ansässig. Sir John de Babington, ein Urenkel des vorigen Sir John, war chief captain von Morlaix in der Bretagne während der Herrschaft von König Eduard III. und liegt im Kloster Morlaix begraben. Sein gleichnamiger Sohn, Sir John de Babington, soll in Normannisch-Französisch ausgesprochen haben: „Foy est tout“ („Glaube ist alles“), nachdem er von König Heinrich IV. für eine schwere Aufgabe ausgewählt worden war. Dies wurde der Wahlspruch des Geschlechts. Sein Sohn Thomas Babington of Dethick kämpfte für König Heinrich V. in der Schlacht von Azincourt. Sein eigener Sohn Sir John Babington of Dethick fiel 1485 in der Schlacht von Bosworth auf der Seite von Richard III. Anthony Babington of Dethick wurde 1586 als Haupttäter der erfolglosen Babington-Verschwörung zur Ermordung Königin Elisabeths I. hingerichtet. Nach dem Mediziner und Mineralogen William Babington ist das Mineral Babingtonit benannt. Nach dem Botaniker Charles Cardale Babington wird das Fuchsschwanzgewächs Kahle Melde auch Babingtons Melde genannt.

## Bekannte Vertreter
- John Babington (um 1423–1485), englischer Ritter, Herr auf Dethick
- Anthony Babington (1561–1586), katholischer Adliger, Hauptbeschuldigter der Babington-Verschwörung
- William Babington (1756–1833), britischer Mediziner und Mineraloge (Namensgeber des Babingtonit)
- Charles Cardale Babington (1808–1895), britischer Botaniker und Archäologe
- Churchill Babington (1821–1889), britischer Geistlicher, Altphilologe, Archäologe, Botaniker und Biologe
- Carlos Babington (* 1949), argentinischer Fußballspieler